# Люне, Даниель
Даниель Блигор Люне (дат. Daniel Bligaard Lyhne, Пустой шаблон {{ВД-Преамбула}} ) — датский профессиональный шоссейный велогонщик, выступавший в 2017—2020 годах за команду Team ColoQuick и завершивший карьеру в 2023 году. С сезона 2024 года — спортивный директор ColoQuick Cycling.

## Карьера
Заниматься велоспортом Даниель Люне начал в подростковом возрасте. В 2010 году, в возрасте около 14 лет, он вступил в клуб Nr. Søby Cykelklub — свою первую велокоманду на любительском уровне. Уже через несколько лет талантливый гонщик перешёл в юниорские команды: в 2013 году он выступал за команду Designa Køkken-Knudsgaard Junior, а сезон 2014 провёл в клубе Giordana-Isaac Cycle Herning. Эти годы позволили ему набраться опыта на национальных соревнованиях Дании среди юниоров.
Примерно в этот же период у Люне завязалась дружба с будущим победителем «Тур де Франс» Йонасом Вингегором. Хотя в юниорском возрасте они выступали за разные клубы (Люне — за Nr. Søby CK, а Вингегор — за команду Thy Cykle Ring), соперничество на шоссе не помешало им стать близкими друзьями. Спустя несколько лет оба гонщика оказались в одной команде — они были товарищами по датскому континентальному клубу ColoQuick, где вместе выступали на стартах национального и международного календаря.
Прогрессируя через молодёжные категории, Даниель Люне вышел на взрослый уровень и в 2015—2016 годах выступал за любительские команды Team Jutlander Bank и Vejle Cykel Klub.
В 21 год он подписал контракт с профессиональной континентальной командой Team ColoQuick, где выступал с 2017 по конец 2020 года. Этот период стал вершиной его спортивной карьеры: ColoQuick — одна из сильнейших континентальных команд Дании, и Люне получил возможность соревноваться как в национальных гонках, так и в международных многодневках и классиках. В составе ColoQuick он неоднократно стартовал в крупнейшей гонке на родине, Туре Дании, а также в гонках Европы и Карибского региона.
После сезона 2020 года Люне покинул ColoQuick. Он продолжил выступать на национальном уровне в датской элитной «А-категории»: сезон 2021 года провёл в любительской команде Bache-JS.dk, а в 2022—2023 годах представлял команду Herning CK Elite (спонсируемую компанией CeramicSpeed).
В 2022 году он был капитаном ведущим гонщиком в Herning CK Elite, где его опыт был ценен для развития молодых талантов. К этому моменту Люне считался одним из самых возрастных и опытных гонщиков национального пелотона: в 2023 году, в свои 27 лет, он был «альдерс-президентом» (старейшиной) молодого состава Herning CK Elite. Тренер команды, Мартин Мортенсен, отмечал перед началом сезона, что 2023 год станет для Даниеля последним в качестве гонщика, и что сам спортсмен настроен достойно завершить карьеру и одновременно помочь молодым коллегам своим опытом.
За свою карьеру Даниель Люне не одержал громких побед на мировом уровне, однако добился ряда значимых результатов на национальной и международной арене. В 2019 году Люне выиграл Horsens Landevejsløb — национальную однодневную гонку в Хорсенсе, опередив спринтом соперников из команд Team Waoo и Team O.B. Wiik. Гонка Тур Фюна — одна из старейших классик Дании, входящая в Европейский тур UCI; пятое место Люне в 2019 году стало лучшим результатом команды ColoQuick в той гонке. Кроме того, на Туре Дании 2018 Люне сумел занять третье место в горной классификации, набрав достаточное количество очков на горных финишах этапов. В том же 2018 году он финишировал четвёртым в групповой гонке чемпионата Дании среди андеров (гонщиков до 23 лет), остановившись в шаге от призового подиума.
Помимо перечисленного, Даниель Люне неоднократно попадал в десятку сильнейших на различных соревнованиях. Например, ещё в 2015 году 19-летний Люне занял 8-е место на экзотической многодневке Tobago Cycling Classic в Карибском регионе. В последующие годы он стабильно выступал в Кубке Дании, однодневных гонках скандинавских стран и небольших турах категории 2.2, часто финишируя в числе лидеров.
25 октября 2022 года Датская федерация велоспорта (DCU) объявила о создании мужской сборной Дании по кибервелоспорту из 14 спортсменов, куда вошёл Даниель Люне. Сборная создавалась для отбора на чемпионат мира по кибервелоспорту 2023.
9 ноября 2022 года на континентальной квалификации UCI на платформе Zwift Дания получила дополнительные квоты. Люне квалифицировался на чемпионат мира вместе с Алексеем Калманном и Бьорном Андреассеном.
12 декабря 2022 года DCU утвердил окончательный состав из 7 датских киберспортсменов на ЧМ-2023; среди них был подтверждён Даниель Люне.
18 февраля 2023 года Люне стартовал на чемпионате мира по кибервелоспорту. Формат состоял из трёх коротких гонок-раундов. Победителем стал Бьорн Андреассен. Люне выбыл до Top-30 (не прошёл в следующую стадию).
В октябре 2023 года, по завершении сезона, Даниель Люне объявил о завершении активной спортивной карьеры. Свой последний сезон Люне провёл в составе любительского клуба Herning CK Elite, после чего принял решение сосредоточиться на иных профессиональных ролях в велоспорте. Прощаясь с карьерой гонщика, он отметил, что никуда не уходит из мира велоспорта. Практически сразу после завершения карьеры Даниель Люне получил предложение вернуться в команду ColoQuick — но уже в новом амплуа.
Начиная с сезона 2024 года он занял должность спортивного директора в ColoQuick Cycling, клубе из родного города Скиве, за который выступал в лучшие годы своей карьеры. Руководство команды сообщило об этом назначении в декабре 2023 года, подчеркнув, что Люне, как «свой воспитанник» (skibonit, уроженец Скиве) и бывший гонщик команды, прекрасно подходит на роль спортивного директора. Сам Даниель с энтузиазмом принял эту новую роль, заявив, что рад продолжить работу в команде своей юности и передавать опыт молодым гонщикам. Его основной целью на посту директора стало развитие молодых талантов и помощь им в переходе из ColoQuick на уровень профессионального Мирового тура.

### Достижения
2013
5-й на 2-м этапе Обель-Тимистер-Ставело
2015
4-й на Rundt om Vandtårnet
8-й на Tobago Cycling Classic
2016
3-й на Agro Top Løbet — Skive
9-й на Гонке Скиве
9-й на Grenaa CC
5-й на MBC — Hammel
7-й на NCC Løbet
7-й на чемпионате Дании — командная гонка
4-й на Skive Gadeløb
9-й на Herning City Gadeløbet
10-й на Rundt om Vandtårnet
6-й на Meldgaardløbet
7-й на Кьеллеруп Gadeløb
7-й на Vejle Løbet
3-й на Odder CK
2017
Три дня на севере
этап в Йёрринге
5-й в генеральной классификации
Велосипедная неделя Раннерса
4-й на 1-м этапе
4-й этап
4-й на Poul Erik Bech Løbet
3-й на Vejle Løbet
6-й на Give Elementer løbet
2018
5-й на 7-м этапе Тура Нормандии
Три дня на севере
2-й на этапе в Йёрринге
4-й на этапе в Тю
2-й на этапе в Ольборге
2-й в генеральной классификации
6-й в горной классификации Тура Луар-и-Шер
2-й на Kvickly Ry Løbet
4-й на Campione Pinse Cup — Silkeborg
6-й на Marcello Bergamo Cup
2-й на MBC — Hammel
10-й на чемпионате Дании — индивидуальная гонка U23
4-й на чемпионате Дании — групповая гонка U23
3-й в горной классификации Тура Дании
Skive Gadeløb
Holbæks åbne løb (NC)
2019
4-й на Vejle Løbet
AGU Løbet
9-й на Campione Pinse Cup — Silkeborg
5-й на Туре Фюна
2020
5-й на Herning City Gadeløbet
3-й на Vejen — Esbjerg — JFM Linjeløb
7-й на Fri Bike Shop-Sonderborg
2021
9-й на Gadeløb Aars
10-й на Rent Liv Løbet Skive
5-й на Herning City Gadeløbet
2022
Три дня на севере
4-й на этапе в Йёрринге
2-й на этапе в Ольборге
4-й на Vejle Løbet
8-й на Davidsen løbet
3-й на Hobro Løbet
4-й на Give Elementer løbet
Herning City Gadeløbet
2023
8-й на Agro Top Løbet — Skive
8-й на 2-м этапе Балтик Чейн Тур

### Рейтинги
| Год                  | 2015  | 2016   | 2017 | 2018 | 2019   | 2020 | 2021   |
| -------------------- | ----- | ------ | ---- | ---- | ------ | ---- | ------ |
| Мировой рейтинг UCI  |       | 2459-й | -    | -    | 1980-й | -    | 2339-й |
| Европейский тур UCI  | -     | 1631-й | -    | -    | 1296-й | -    | 1561-й |
| Американский тур UCI | 403-й | -      | -    | -    |        |      |        |
|                      |       |        |      |      |        |      |        |
| Источник: UCI        |       |        |      |      |        |      |        |